# Blue Water Shipping
Blue Water Shipping A/S er en dansk transport- og logistikvirksomhed med hovedkontor i Esbjerg stiftet i 1972 af Kurt Skov. Omsætningen i 2023 var 9 millarder kroner og antallet medarbejdere er over 2500. Udover at levere til søs benyttes også land- og lufttransport.
Man har i dag foruden hovedkontoret i Esbjerg lokalafdelinger i København, Århus, Odense, Aalborg, Taulov, Herning, Billund, Hirtshals, Padborg, Rømø, Lindø Frederikshavn og Sønderborg. På verdensplan har virksomheden mere end 80 kontorer.
Firmaet skaber transport- og logistikløsninger inden for seks forskellige forretningsområder: general cargo (industrigods og forbrugsvarer), køle- og frysegods, vindmøllelogistik, krydstogtslogistik, havneaktiviteter samt olie, gas & industrielle projekter.
Kurt Skov, der indtil 2007 var eneejer af virksomheden, blev i 2006 tildelt Esbjergs Erhvervspris for siden oprettelsen af virksomheden at have udviklet den fra de oprindelige to personer og et kontor til en verdensomspændende virksomhed. Blue Water Shipping er nu fondsejet med Skov som bestyrelsesformand.

## Direktører
- 1972-2012: Kurt Skov
- 2012-2016: Kim Hedegaard Sørensen
- 2016-2018: Kurt Skov
- 2018 - nu: Søren Nørgaard Thomsen[6][7]